# Barbara Klich-Kluczewska
Barbara Klich-Kluczewska (ur. 1974) – polska historyczka, doktor habilitowana nauk humanistycznych, nauczycielka akademicka Uniwersytetu Jagiellońskiego. 

## Życiorys
Absolwentka studiów historycznych na Wydziale Historycznym Uniwersytetu Jagiellońskiego (1998). W 2004 obroniła pracę doktorską na Wydziale Historycznym UJ (Życie prywatne w Krakowie 1945-1989; promotor: Andrzej Chwalba). Stopień doktora habilitowanego uzyskała w roku 2018 (na podstawie rozprawy: Rodzina, tabu i komunizm w Polsce, 1956-1989). Pracownik Zakładu Antropologii Historycznej i Teorii Historii Instytutu Historii UJ. Zajmuje się historią społeczną Europy Środkowej i Wschodniej w XX wieku, historią miasta, historią rodziny i seksualności, a także metodologią badań nad życiem prywatnym i życiem codziennym.
W 2006 była stypendystką Fundacji Lanckorońskich z Brzezia, w 2013 stypendystką Centre for Contemporary History Potsdam, zaś w 2019 - Imre Kertesz Kolleg Uniwersytetu Friedricha Schillera w Jenie. Jako visiting professor prowadziła zajęcia na University of Rochester i na Universitat Martin Luther w Halle.
Członkini Komitetu Nauk Historycznych PAN w kadencji 2020–2023 i 2024-2027. Członkini Komisji Historii Kobiet Komitetu Nauk Historycznych PAN i Zarządu Oddziału Krakowskiego Polskiego Towarzystwa Historycznego.

## Wybrane publikacje
- Przez dziurkę od klucza. Życie prywatne w Krakowie (1945–1989), Wyd. TRIO, Warszawa 2005.
- Rodzina, tabu i komunizm w Polsce, 1956-1989, Wyd. Libron, Kraków 2015.
- Gołębnik. Historia miejsca, Księgarnia Akademicka, Kraków 2018.
- Katarzyna Stańczak-Wiślicz, Piotr Perkowski, Małgorzata Fidelis, Barbara Klich-Kluczewska, Kobiety w Polsce, 1945-1989: Nowoczesność - równouprawnienie - komunizm, TAiWPN Universitas, Kraków 2020.
- Klich-Kluczewska, Barbara, and Katarzyna Stańczak-Wiślicz. Biographical Experience and Knowledge Production : Women Sociologists and Gender Issues in Communist Poland In Gender, Generations, and Communism in Central and Eastern Europe and beyond, edited by Agnieszka Mrozik and Anna Artwińska, New York : Routledge, 2020, p. 146–65. https://doi.org/10.4324/9780367823528-12.
- Family, Taboo and Communism in Poland, 1956-1989, Berlin Warszawa: Peter Lang 2021 https://www.peterlang.com/document/1117762
- Far from a Children’s Home : Adoption and the Question of Individual Agency in the People’s Republic of Poland In Rooms for Manoeuvre : Another Look at Negotiating Processes in the Socialist Bloc, edited by Jerzy Kochanowski and Claudia Kraft, Göttingen : Vandenhoeck &amp; Ruprecht Verlage, 2021, p. 213–30.